# Заветный сельский округ
Заветный сельский округ — административно-территориальная единица города Армавира как объекта административно-территориального устройства Краснодарского края Краснодарского края.
В структуру администрации муниципального образования города Армавира входит его территориальный орган — Администрация Заветного сельского округа.
Административный центр — посёлок Заветный.

## География
Сельский округ на севере примыкает к городской черте города Армавира, на западе граничит с Новокубанским районом, на востоке — с Успенским районом Краснодарского края.

## Население
| 2002 | 2010  |
| ---- | ----- |
| 5149 | ↗5466 |

## Населённые пункты
Сельский округ включает 4 сельских населённых пункта:
| № | Населённый пункт | Тип населённого пункта | Население |
| - | ---------------- | ---------------------- | --------- |
| 1 | Заветный         | посёлок                | ↗5996     |
| 2 | Зуево            | хутор                  | ↗64       |
| 3 | Красин           | хутор                  | ↗131      |
| 4 | Первомайский     | хутор                  | ↗539      |